# Tridensimilis venezuelae
Tridensimilis venezuelae är en fiskart som beskrevs av Schultz, 1944. Tridensimilis venezuelae ingår i släktet Tridensimilis och familjen Trichomycteridae. IUCN kategoriserar arten globalt som otillräckligt studerad. Inga underarter finns listade i Catalogue of Life.